# ゴールデン・ハーベスト

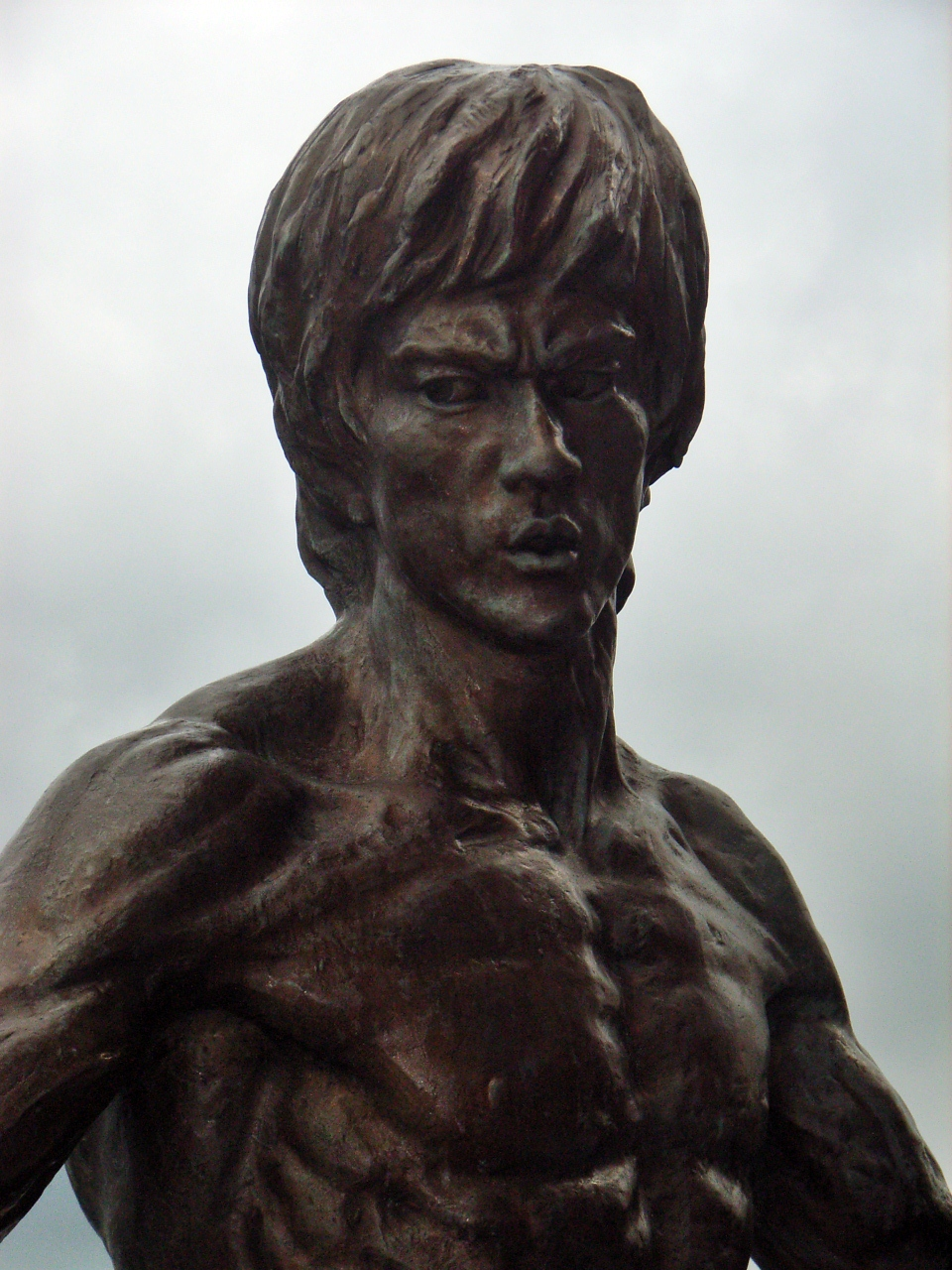
ブルース・リー（香港の彫像）

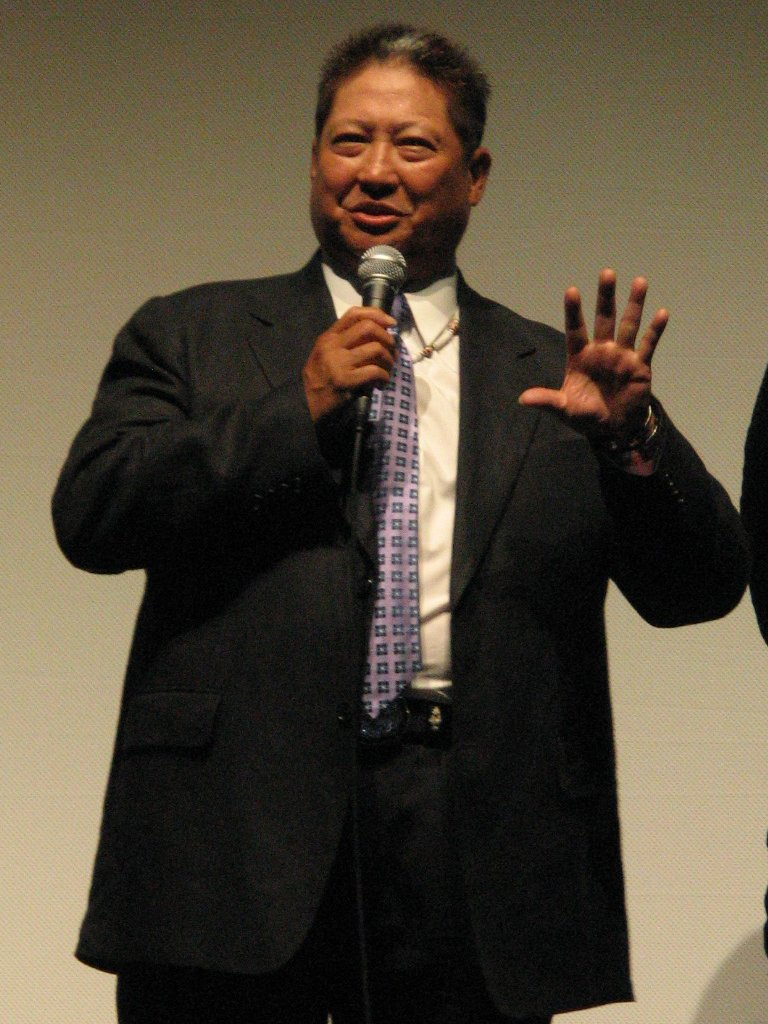
サモ・ハン・キンポー

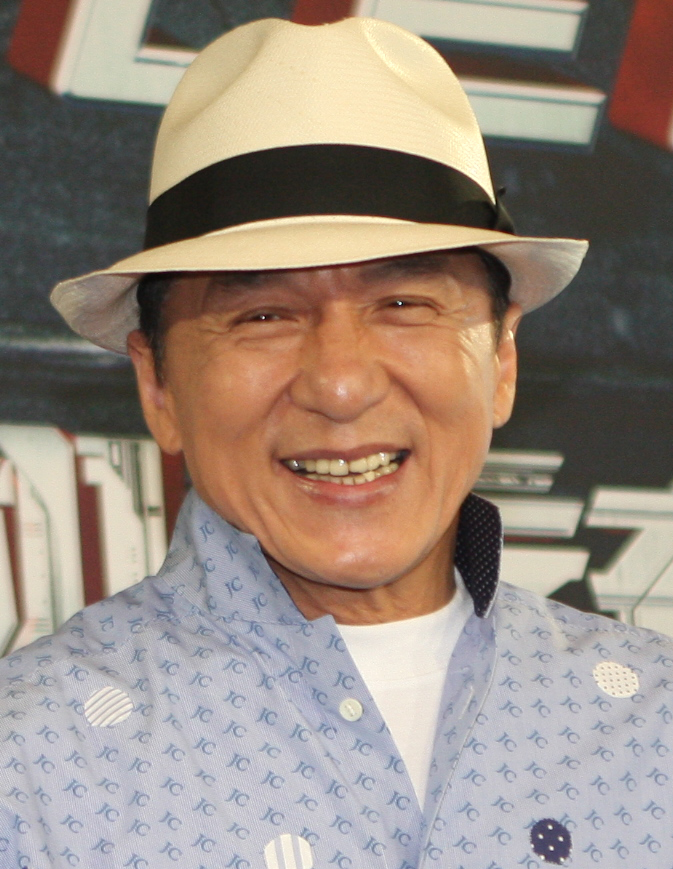
ジャッキー・チェン

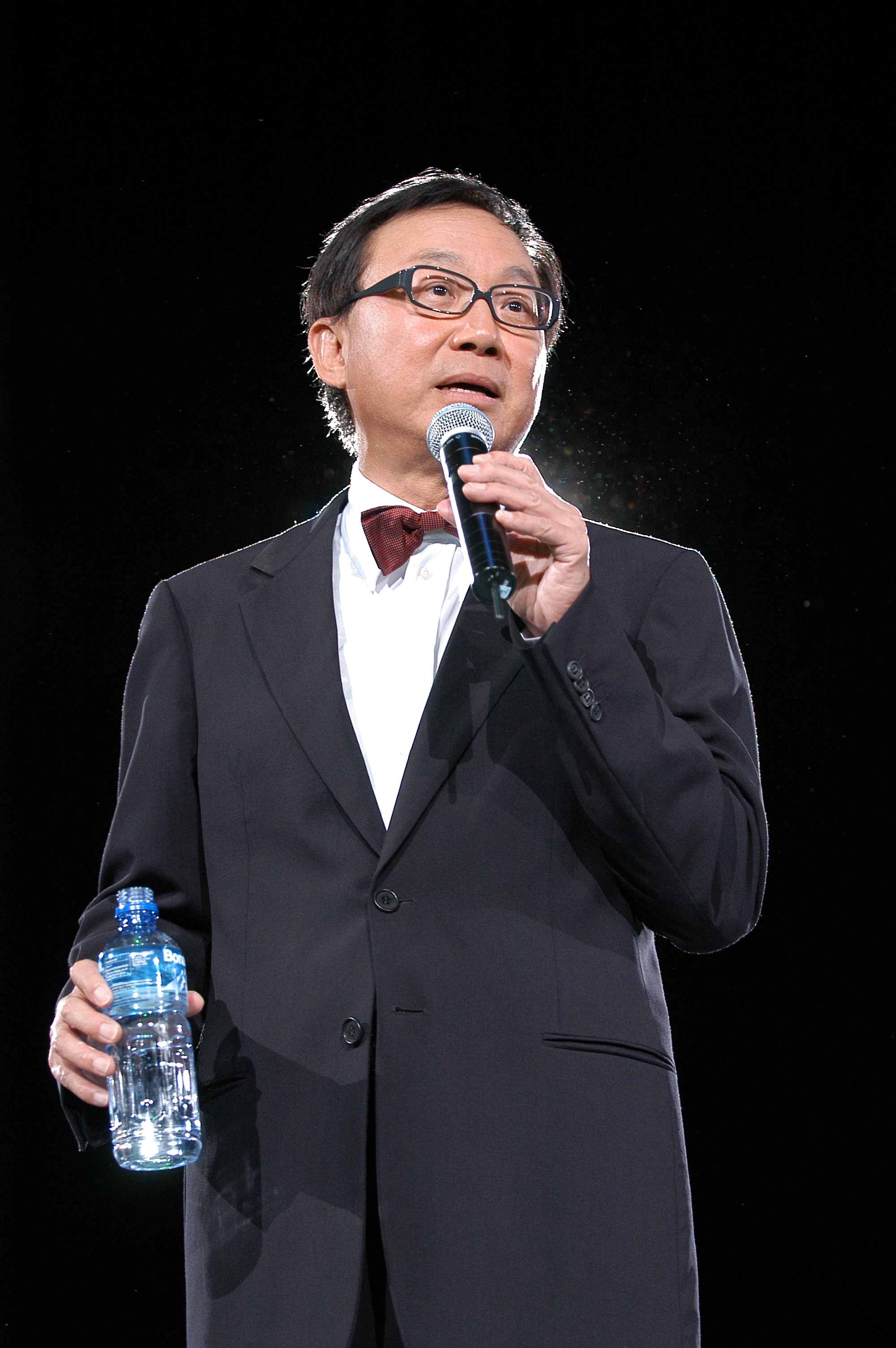
マイケル・ホイ

ゴールデン・ハーベスト（嘉禾、嘉禾電影有限公司、Golden Harvest、GH）は香港にある映画会社を起源とするコングロマリット。
現在はオレンジスカイ・エンターテインメントグループ（橙天娯楽集団）の傘下に入り、オレンジスカイ・ゴールデン・ハーベスト・エンターテインメント・グループ（橙天嘉禾娯楽（集団）有限公司、Orange Sky Golden Harvest Entertainment (Holdings) Limited）となっている。

## 歴史

### 設立
イギリスによる植民地統治下の香港で、映画会社ショウ・ブラザーズの製作本部長を務めていたレイモンド・チョウ（鄒文懐/Raymond Chow）が、1970年にレナード・ホー（何冠昌/Leonald K.C.Ho）やショウ・ブラザーズのスターだったジミー・ウォングらと共に設立した。九龍のハンマーヒルロードにあったキャセイ映画スタジオを買い上げ、ここをゴールデン・ハーベスト・スタジオ（スタジオの正式社名はゴールデン･スタジオ・リミテッド）とした。第一作は時代劇の『鬼怒川（The Angry River）』。

### ブルース・リー
1971年にはジミー・ウォングの『片腕ドラゴン』を製作し大ヒットを記録し、香港映画界の新興勢力として注目された。チョウはブルース・リーとも契約し、リーを主役にした映画『ドラゴン危機一発』を製作。これが当時の香港映画興行収益記録を塗り替える大ヒットとなった。
ここからゴールデン・ハーベストは徐々にショウ・ブラザーズを超えていくことになる。同年、GHの創世記を支えたウォングが退社し、GHはリーと共に新たな時代へと突き進むはずであったが、1973年7月20日にリーが急死したため、GHは新たなスターの発掘が急務となった。

### ホイ兄弟とジャッキー・チェン
そこで新たに発掘されたのが、マイケル・ホイである。1974年、彼はショウ・ブラザースからGHへ移籍。実弟サミュエルと共に『Mr.Boo!ギャンブル大将（鬼馬雙星）』を製作・監督し、当時の記録を塗り替える大ヒットを記録。以後、寡作ながら『Mr.Boo!天才とおバカ』『Mr.Boo!ミスター・ブー』『Mr.Boo!インベーダー作戦』『新Mr.Boo!アヒルの警備保障』とヒット作を連発し、GHを見事に復調させた。
ハリウッドにも進出し大成功を収めたジャッキー・チェンを1980年にロー・ウェイカンパニーから引き抜いて『ヤングマスター 師弟出馬』を製作すると、これも大ヒットを記録。ホイ兄弟とジャッキー・チェンの主演作は、香港はもちろん日本をはじめとするアジア各国でヒットし、GHは往時の繁栄を取り戻した。

### 全盛期
その後も『キャノンボール』などでハリウッド進出や、サモ・ハン・キンポー、ユン・ピョウ、チョウ・ユンファなどのスターを育て上げる。その1980年代には新興会社「シネマシティ」が設立され、『悪漢探偵』、『男たちの挽歌』などで一時は市場を奪われるが、数年で奪還。迷走するショウ・ブラザースを尻目に、1980年代には全盛期を迎える。

### 現在
その後、香港の映画館経営のほか、娯楽複合施設の経営、海運や不動産業にも進出するなど、多角経営化を行ってきた。しかし、香港返還前後の香港映画の停滞に呼応するように、ハンマーヒルロードのゴールデン・スタジオは1998年に閉鎖。映画製作の一線からは一旦撤退した。
2007年にレイモンド・チョウは中華人民共和国本土の伍克波が所有する橙天娯楽集団（オレンジスカイ・エンターテインメントグループ）に売却して2008年に橙天娯楽集団が株式の89.06%を買収した。
2009年よりオレンジスカイ・ゴールデン・ハーベスト・エンターテインメント・グループ（橙天嘉禾娯楽（集団）有限公司、Orange Sky Golden Harvest Entertainment (Holdings) Limited）という社名となっている。
現在は、映画制作にも再参入し、映画配給、融資、出版、映画館経営が業務の中心となっている。中国、香港、台湾、シンガポールなどで30館を所有している。

## 契約・所属した主な俳優
- ジミー・ウォング（王羽）
- ブルース・リー（李小龍）
- サモ・ハン・キンポー（洪金寶）
- ジャッキー・チェン（成龍）
- ユン・ピョウ（元彪）
- ラム・チェンイン（林正英）
- ユン・ワー（元華）
- マイケル・ホイ（許冠文）
- リッキー・ホイ（許冠英）
- サミュエル・ホイ（許冠傑）
- ジェット・リー（李連杰）
- シンシア・ロスロック
- ムーン・リー  (李賽鳳)

## 関連作品
- 1971年 片腕ドラゴン（獨臂拳王）
- 1971年 ドラゴン危機一発（唐山大兄）
- 1972年 ドラゴン怒りの鉄拳（精武門）
- 1972年 ドラゴンへの道（猛龍過江）
- 1973年 燃えよドラゴン（龍爭虎鬥）
- 1983年 プロジェクトA（A計劃）
- 1984年 スパルタンX （快餐車）
- 1985年 霊幻道士（殭屍先生）
- 1985年 ポリス・ストーリー/香港国際警察（警察故事）
- 1986年 サンダーアーム/龍兄虎弟（龍兄虎弟）
- 1988年 ポリス・ストーリー2/九龍の眼（警察故事續集）
- 1990年 - 1993年 ミュータント・タートルズシリーズ
- 1991年 - 1997年 ワンス・アポン・ア・タイム・イン・チャイナ（黃飛鴻）シリーズ

## その他

### 蔡瀾（チャイ・ラン）
副社長兼プロデューサーの蔡瀾（チャイ・ラン、1941年8月18日 - 2025年6月25日）は1990年代に香港で「三級片」と呼ばれる性的・残酷的な映画を商業的に成功させ普及させた功労者でもある。
食通としても有名で、フジテレビの番組料理の鉄人に特別審査員として出演していたほか、日本エアシステムの国際線の機内食の監修も行っていた。エッセイストとしても有名で日本で出版された著作も多い。日本大学芸術学部への留学経験があり、日本語も堪能である。

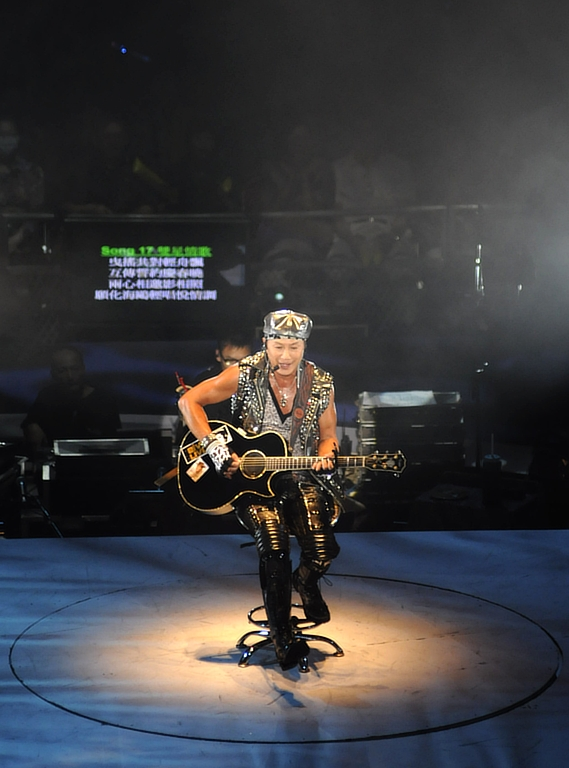
サミュエル・ホイ
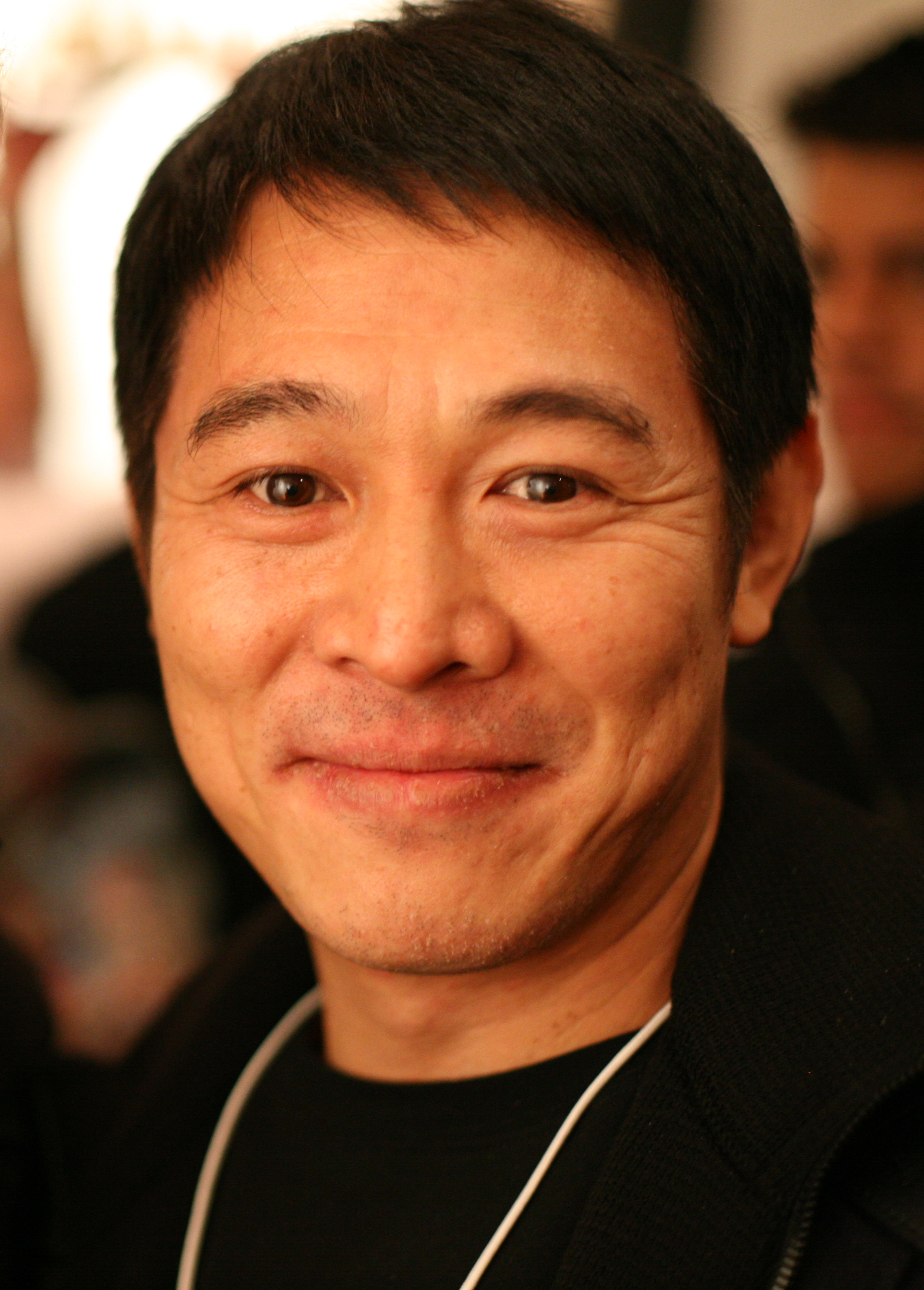
ジェット・リー
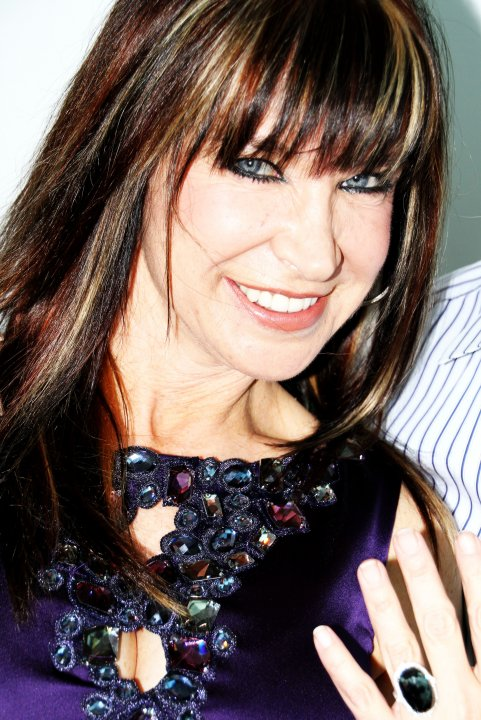
シンシア・ロスロック
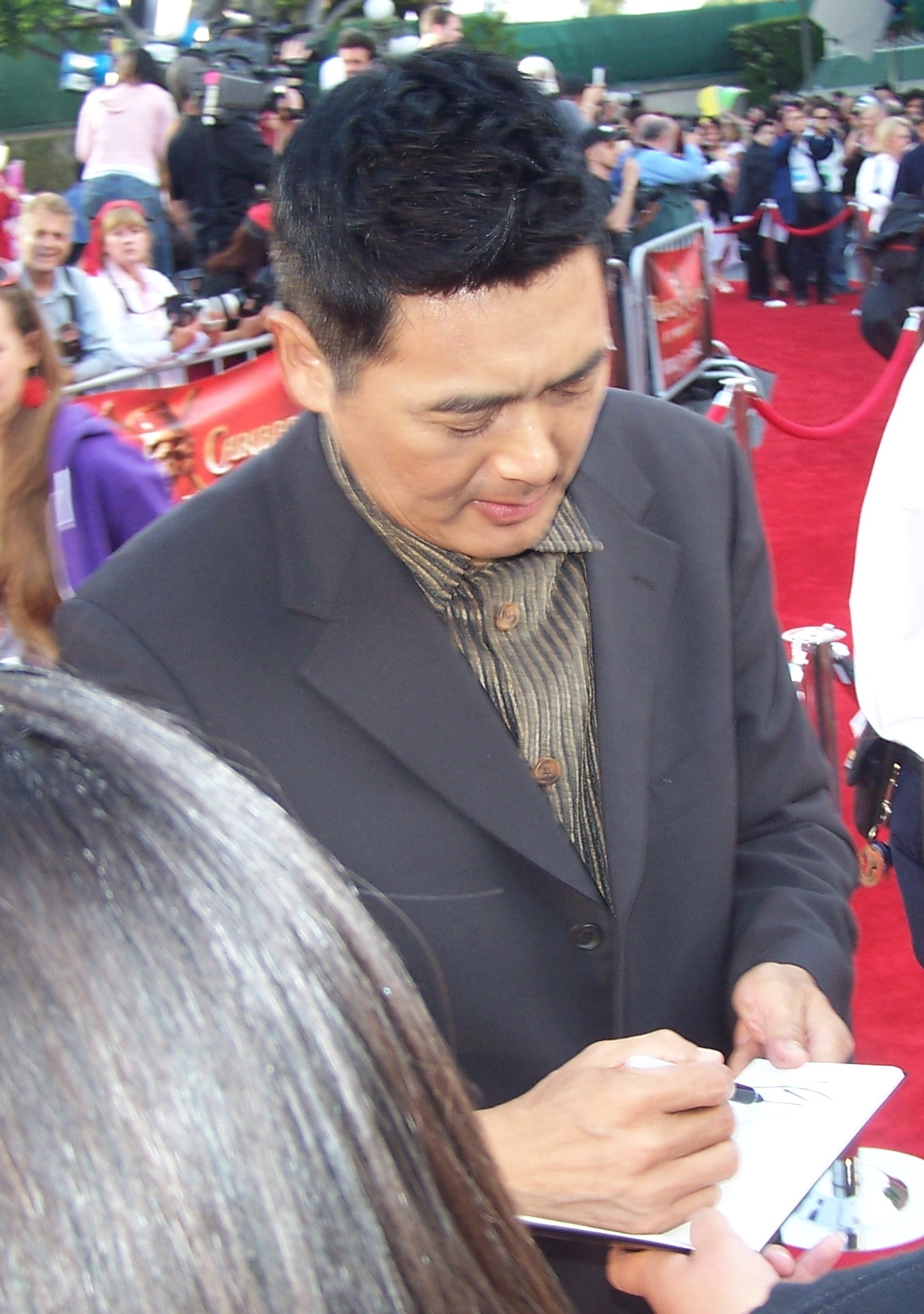
チョウ・ユンファ
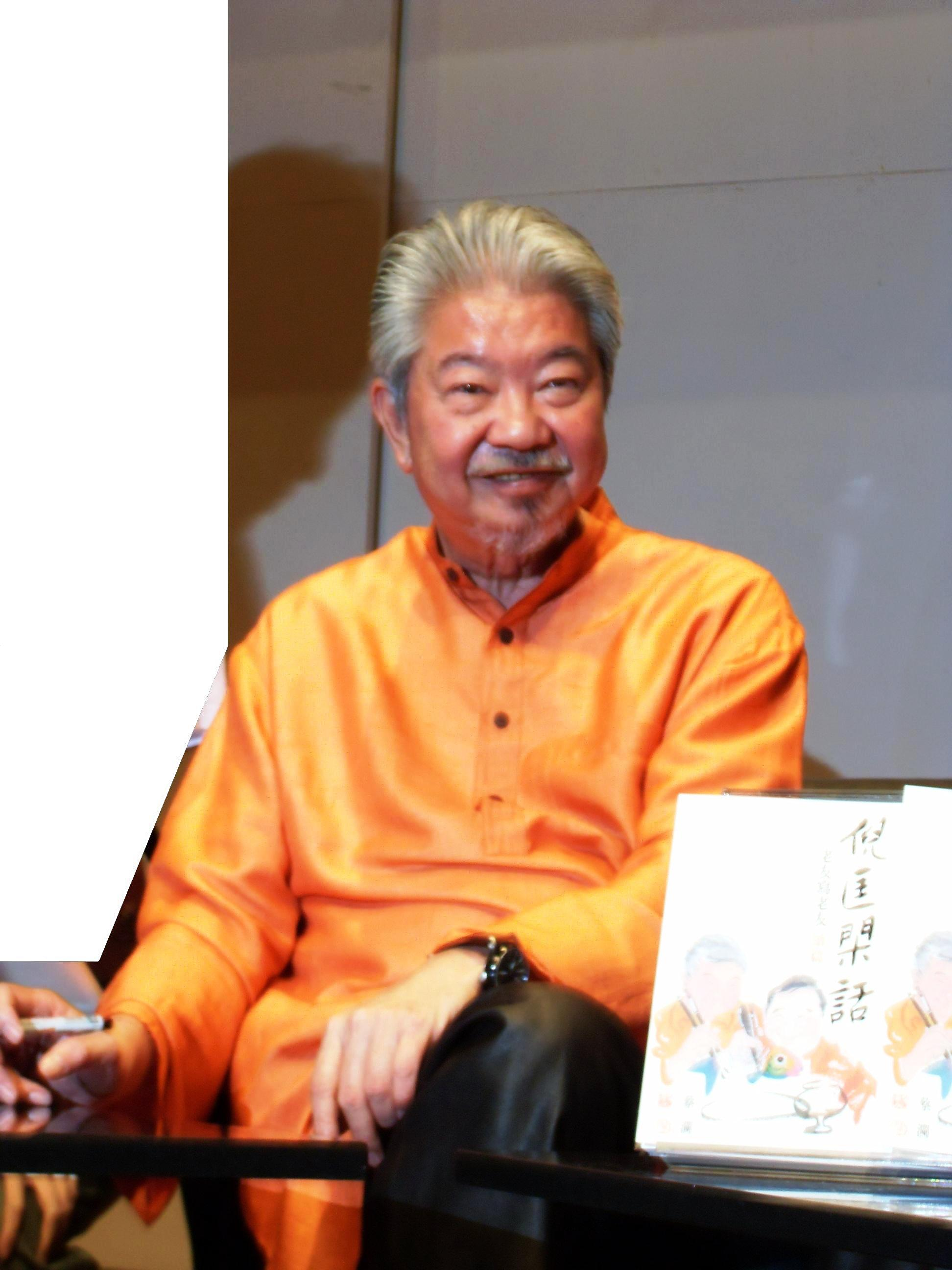
蔡瀾 (チャイ・ラン)